# Негроїдна раса

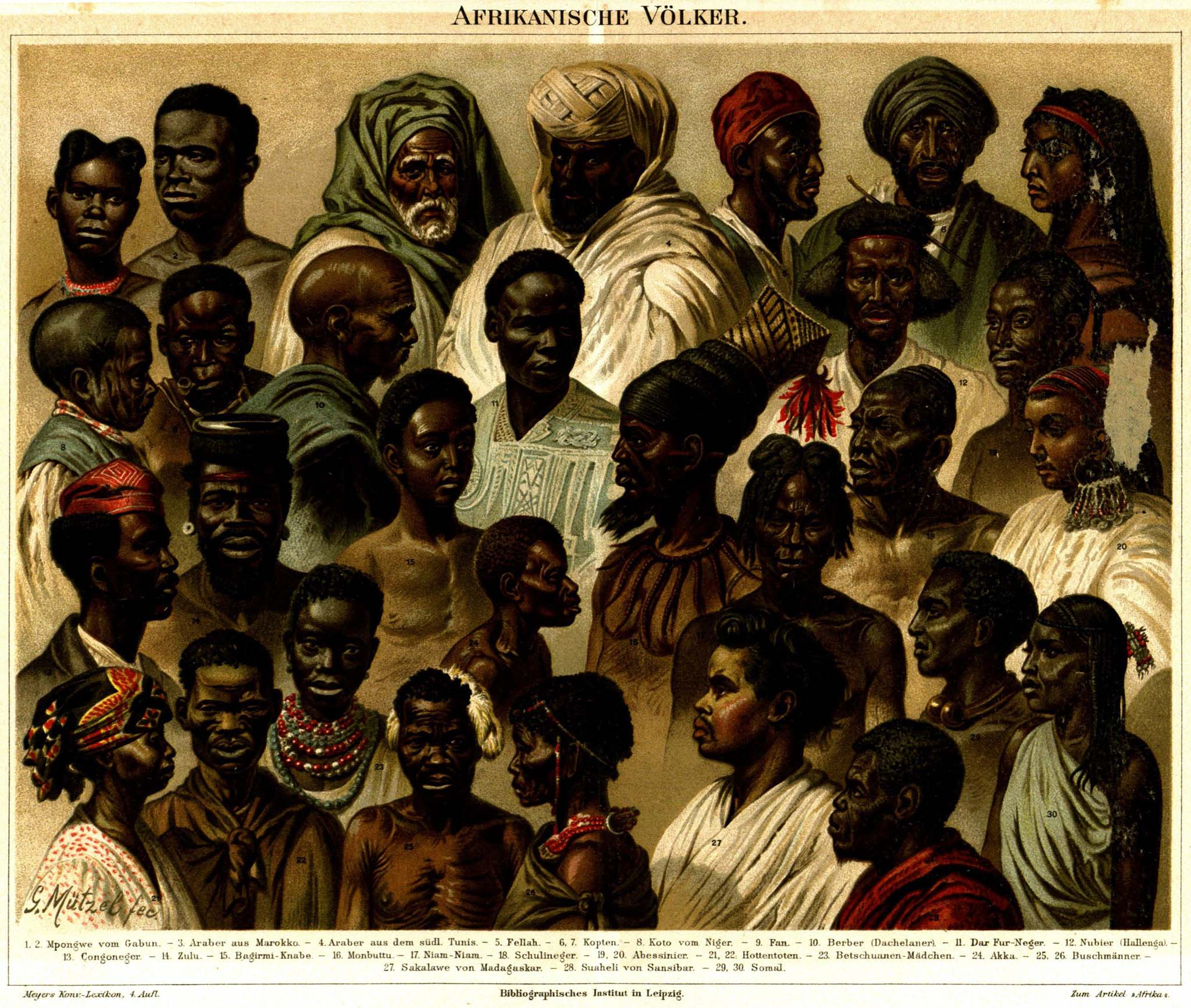
«Африканський народ», Енциклопедичний словник Мейєра, 1885—1890 роки

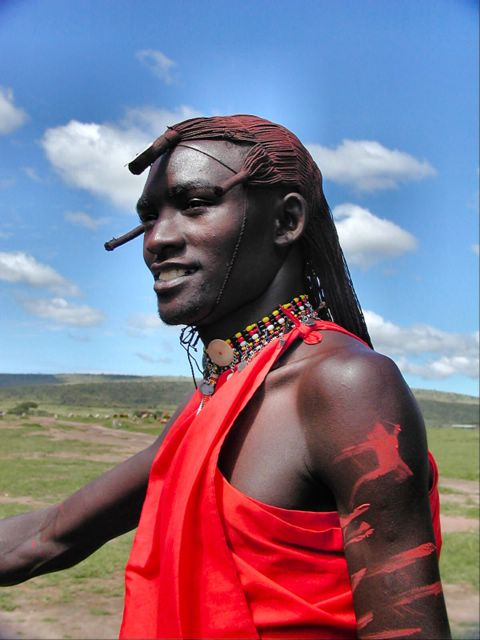
Темношкірий кенієць

Негро́їдна ра́са — застаріле расове об'єднання різних народів, корінних жителів Африки на південь від території, яка простягалася від південної пустелі Сахара на заході до африканських Великих озер на південному сході, а також до ізольованих частин Південної та Південно-Східної Азії (негритосів). Термін походить від нині спростованих концепцій раси як біологічної категорії.
Концепція поділу людей на три раси — європеоїдну, монголоїдну та негроїдну — була запроваджена у 1780-х роках представниками Геттінгенської історичної школи і надалі розвивалася західними вченими в контексті «расистських ідеологій» за часів колоніалізму.
З розвитком сучасної генетики концепція окремих людських рас у біологічному сенсі застаріла. У 2019 році Американська асоціація біологічних антропологів заявила: «Раса не дає точного уявлення про біологічну варіативність людини. Вона ніколи не була точною в минулому і залишається неточною, коли йдеться про сучасні людські популяції».

## Фенотип
Колір шкіри дуже темний, відтінки від шоколадно-коричневого до попелясто-чорного. Проживання в екваторіальному і тропічному поясах пристосувало їхній організм до сильного опромінення сонцем. Через це в їхній шкірі міститься набагато більше пігменту меланіну, ніж у представників європеоїдної чи монголоїдної раси. Від нього шкіра поступово набула темного кольору. Волосся на голові чорне тонке кучеряве, борода, вуса, волосся на тілі ростуть слабо. Жорстке і кучеряве волосся утворює на голові ніби повітряну подушку — надійний захист від перегрівання. Очі карі; розріз очей дуже широкий; епікантус відсутній, складка верхнього повіка у деяких груп розвинута слабо. Голова доліхоцефальна, інколи мезоцефальна, покажчик 72-81. Вертикальна профіліровка обличчя — прогнатизм, горизонтальна — середня, або слабка. Обличчя низьке, або середньої висоти, вузьке. Лоб прямий або трохи похилий, надбрів'я виражене слабко. Ніс плаский з низьким переніссям, широкий (носовий покажчик 90-100), широкі роздуті ніздрі. Губи роздуті товсті, кожна частина верхньої висока, прохейлічна, ввігнута. Потовщені губи і широкі ніздрі полегшують випаровування води через слизову оболонку. Підборіддя виступає помірно. Зріст частіше вище середнього, у нілотських народів середній зріст 183 см; статура доліхоморфна, видовжена грацильна.

## Ареал
Первинний ареал поширення — тропічні регіони Субсахарської Африки. У сучасному світі населяють всі континенти, історично, окрім Африки, найгустіше південно-східну частину США, Карибські острови, Бразилію внаслідок штучного заселення в часи работоргівлі XVI—XVIII століть.